# Véhicule électrique aux Pays-Bas

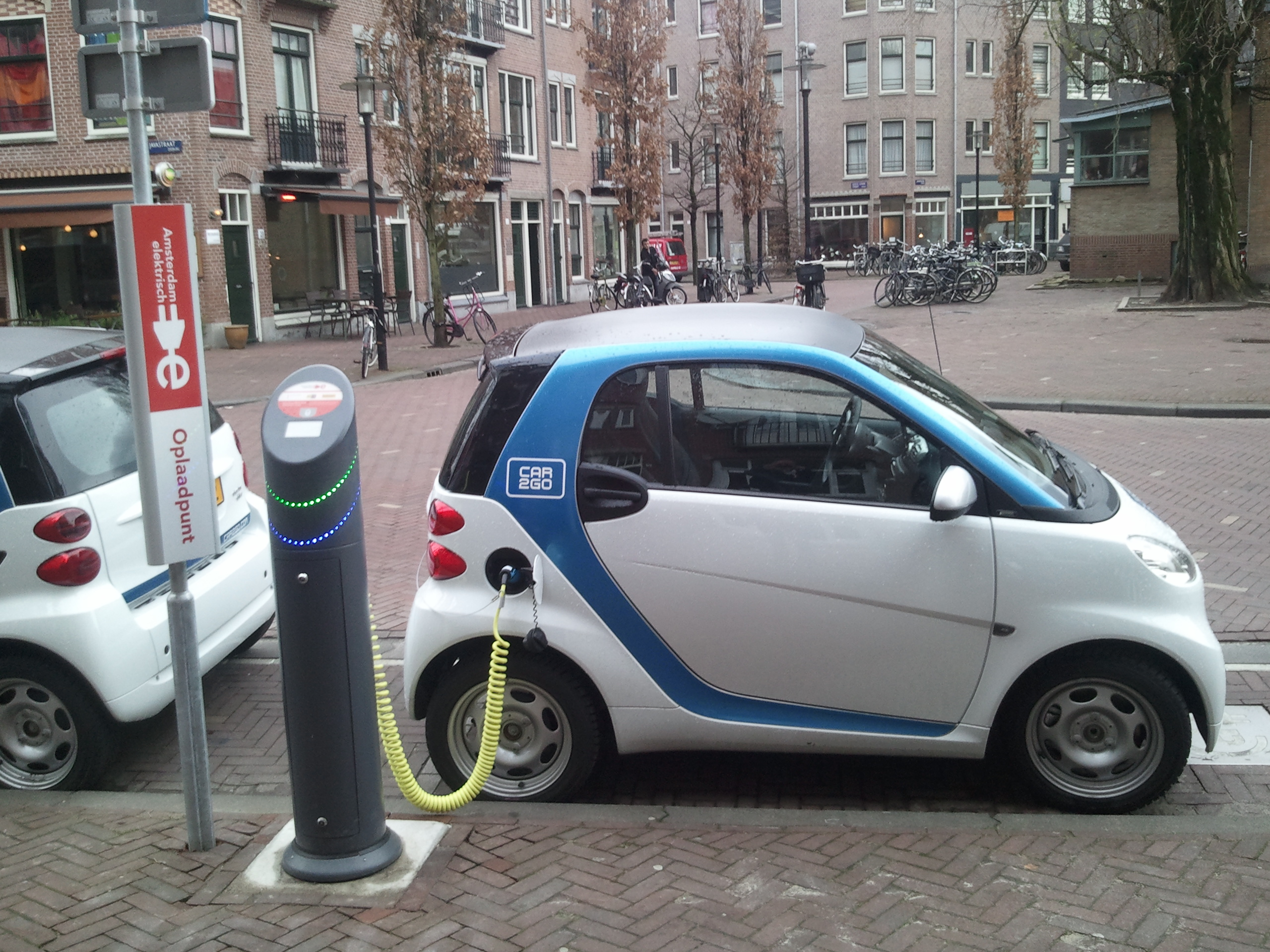
Véhicule électrique en charge à Amsterdam en 2011.

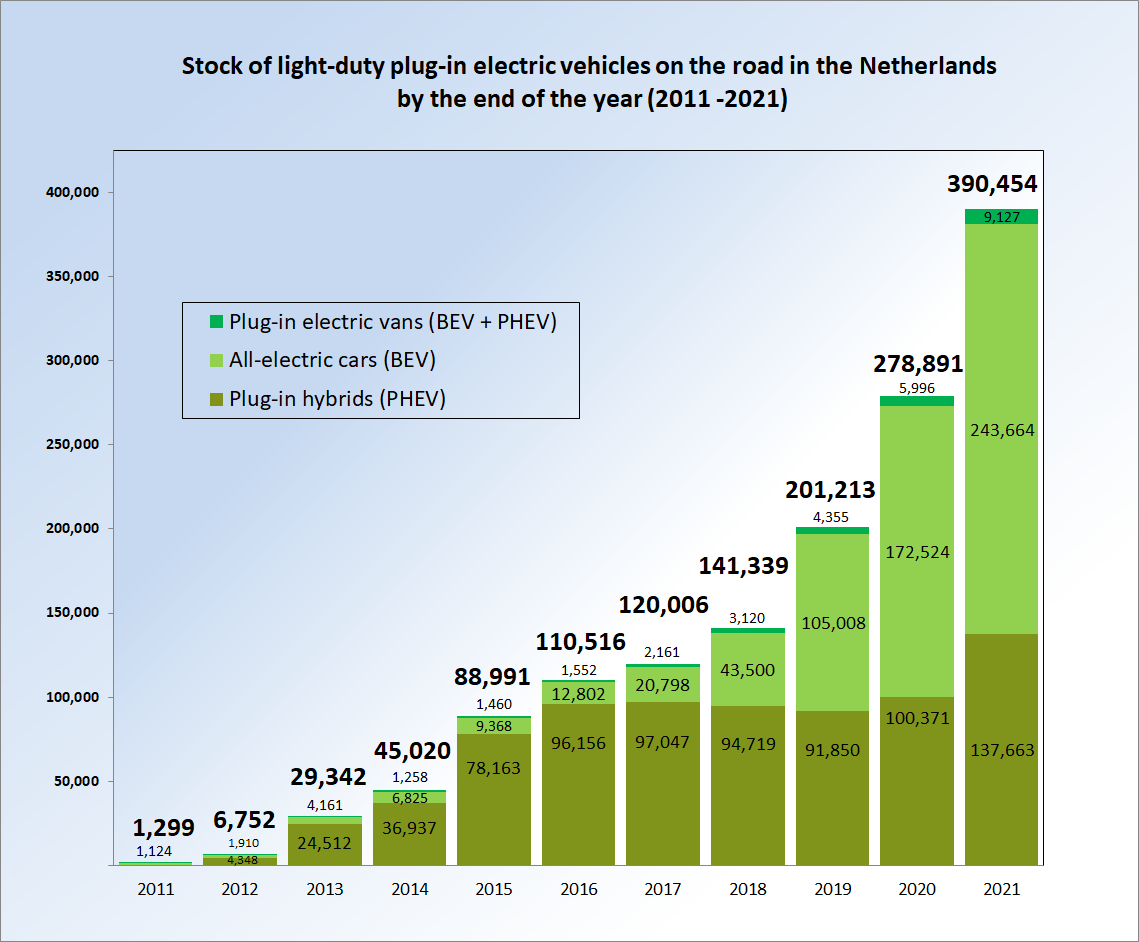
Evolution des voitures électriques aux Pays-Bas entre 2011 et 2021.

La voiture électrique aux Pays-Bas jouit d'un fort soutien de l'État, qui a décidé en 2018 l'interdiction de vente sur leur territoire des véhicules à moteur thermique dès 2030 et a stimulé le développement du réseau de bornes de recharge le plus dense du continent (en 2018, 28 % des bornes de recharge publiques en Europe étaient situées aux Pays-Bas).
En 2023, les Pays-Bas sont le troisième marché de l'Union européenne pour la voiture 100 % électrique avec 7,4 % du total des ventes, derrière l'Allemagne (34,1 %) et la France (19,4 %).

## Immatriculations
En 2018, selon les statistiques de RAI Vereniging, les ventes de véhicules électriques ont triplé, atteignant 24 024 immatriculations, dont 6 000 en décembre, soit 5,4 % du marché, après 7 964 véhicules en 2017. Les ventes de modèles les plus haut de gamme (Jaguar I-Pace, Tesla Model S) ont été accrues par l'anticipation par les acheteurs de la hausse de TVA annoncée pour le 1er janvier 2019 à 22 % pour les véhicules électriques de plus de 50 000 €, contre 4 % pour les autres.
Les prévisions pour 2019 sont de 28 800 immatriculations, selon l'association BOVAG. Le pays compte en mai 2019 plus de 42 000 points de recharge publics, soit près du quart de toutes les bornes installées en Europe, et Amsterdam fête son millième taxi électrique.
En 2020, la part de marché de la voiture électrique aux Pays-Bas atteint 20,4 % avec 73 000 ventes, après 13,9 % en 2019 et 5,4 % en 2018.
En 2022, 73 394 voitures 100 % électriques ont été immatriculées aux Pays-Bas, contre 63 780 voitures en 2021, soit +15,1 %, ainsi que 34 512 voitures hybrides rechargeables (30 991 voitures en 2021), soit +11,4 %. Les Pays-Bas sont en 2022 le quatrième marché de l'Union européenne pour la voiture 100 % électrique avec 6,5 % du total des ventes, derrière l'Allemagne (41,9 %), la France (18,1 %) et la Suède (8,5 %).
En 2023, les voitures 100 % électriques ont représenté 30,8 % des ventes (+7,5 points). Avec les modèles hybrides rechargeables et hybrides, la part de marché atteint 67,9 %. Les voitures à essence chutent à 30,4 % et le diesel à 1,1 %. Les immatriculations de voitures électriques particulières atteignent 113 981 en 2023 contre 73 394 en 2022, soit +55,6 %. Les Pays-Bas sont en 2023 le troisième marché de l'Union européenne pour la voiture 100 % électrique avec 7,4 % du total des ventes, derrière l'Allemagne (34,1 %) et la France (19,4 %).

## Politiques de soutien à la voiture électrique
Les Pays-Bas ont annoncé fin 2017 une interdiction de vente sur leur territoire des véhicules à moteur thermique dès 2030. La décision a été prise au moment de la formation du gouvernement et elle est inscrite dans l’accord de coalition, qui précise que : « tous les nouveaux véhicules devront être à émission zéro au plus tard en 2030 ». L’objectif scellé dans l’accord de gouvernement prévoit l’interdiction de la vente de véhicules thermiques en 2030. L’équipement des parkings publics en bornes de recharge est stimulé ; les provinces et les municipalités participent activement à l’objectif en lançant des appels d’offres pour l’achat de bornes et en subventionnant leur placement. Une des mesures est particulièrement efficace : l’utilisateur d’une voiture électrique qui ne dispose pas chez lui d’une place de stationnement privée pour y charger sa voiture peut demander l’installation d’une borne publique à proximité de son domicile. 28 % des bornes de recharge publiques en Europe sont situées aux Pays-Bas, soit 32 875. Il s’agit, de loin, du réseau le plus dense du continent et probablement du monde. Les fabricants et installateurs locaux de solutions de charge profitent largement de ces soutiens : les quatre sociétés néerlandaises spécialisées dans ce domaine (NewMotion, Allego, EV-Box et Fastned) figurent au top du palmarès des exploitants européens de bornes de recharge.
En octobre 2018, la cour d’appel de La Haye a confirmé un jugement rendu en première instance ordonnant au gouvernement de réduire les émissions de gaz à effet de serre du pays plus rapidement que prévu. C’était une première mondiale en matière de justice climatique. Le recours avait été porté devant les juges par une ONG agissant au nom de 886 citoyens néerlandais.